# Лејксајд Сити (Тексас)
Лејксајд Сити (енгл. Lakeside City) град је у америчкој савезној држави Тексас. По попису становништва из 2010. у њему је живело 997 становника.

## Демографија
Према попису становништва из 2010. у граду је живело 997 становника, што је 13 (1,3%) становника више него 2000. године.
| Група             | 2000.       | 2010.       |
| Белци             | 956 (97,2%) | 938 (94,1%) |
| Афроамериканци    | 3 (0,3%)    | 8 (0,8%)    |
| Азијати           | 1 (0,1%)    | 5 (0,5%)    |
| Хиспаноамериканци | 16 (1,6%)   | 36 (3,6%)   |
| Укупно            | 984         | 997         |